# تحديد مورثة المرض
تحديد مورثة المرض هي إجراء يقوم به العلماء لتحديد هوية الأنماط الطفرية المسؤولة عن الاضطرابات الوراثية الموروثة.
عادة ما تكون الطفرات في المورثات أما تبديل نوكليوتيد واحد أو إضافة واحد أو حذفه أو حذف المورثة كلها وغيرها الكثير من الشذوذات الوراثية.

## أهميتها
إن معرفة أي المورثات (في حالتها غير الوظيفية) التي تسبب الاضطرابات سوف يبسط لنا تشخيص الشذوذ عند المرضى ومعرفة الخصائص الوظيفية لهذه الطفرة. إن ظهور تقنية التسلسل عالي الإنتاجية الحديثة للحمض النووي إضافةً للتوقعات المستقبلية في علم الوراثة المتنامي سيعرفنا على المورثات بسرعة أكبر وسيتيح للعلماء تحديد الطفرات الأكثر تعقيداً.

## إجراء الكشف المورثي العام
تتبع دوماً تقنيات تحديد مورثة المرض الإجراءات العامة نفسها. أولا يتم جمع الحمض النووي من عدة مرضى يُعتقد أن لديهم نفس المرض الوراثي ثم نقوم بتحليل عينات حمضهم النووي وتصويرها شعاعياً لتحديد المناطق الأكثر احتمالية لوجود الطفرة فيها. وهذه التقنيات مذكورة في الأسفل. ثم نقوم بصف هذه المناطق الواحدة تلو الأخرى فوق بعضهم ومنطقة التداخل يتوقع وجود المورثة الطافرة فيها. وحين تتم معرفة متتالية الشريط الوراثي المطلوبة فإنه يتم البحث فيها عن المورثات الطافرة المرشحة.
يتم بعد ذلك سلسلة المناطق المشفرة من هذه المورثات حتى يتم اكتشاف الطفرة أو إجراء البحث في مريضٍ آخر وفي هذه الحالة يمكن تكرار التحليل مما يؤدي إلى تضييق نطاق المنطقة المراد البحث فيها.
الفروقات بين إجراءات تحديد المورثة الطافرة يكون في المرحلة الثانية (إي عندما يتم تحليل الحمض النووي وسلسلته لتحديد المناطق المتوقع وجود الطفرة بها)

### تقنيات ما قبل الفحص الوراثي
تتبع دوماً تقنيات تحديد مورثة المرض الإجراءات العامة نفسها. أولا يتم جمع الحمض النووي من عدة مرضى يُعتقد أن لديهم نفس المرض الوراثي ثم نقوم بتحليل عينات حمضهم النووي وتصويرها شعاعياً لتحديد المناطق الأكثر احتمالية لوجود الطفرة فيها. وهذه التقنيات مذكورة في الأسفل. ثم نقوم بصف هذه المناطق الواحدة تلو الأخرى فوق بعضهم ومنطقة التداخل يتوقع وجود المورثة الطافرة فيها. وحين تتم معرفة متتالية الشريط الوراثي المطلوبة فإنه يتم البحث فيها عن المورثات الطافرة المرشحة.
يتم بعد ذلك سلسلة المناطق المشفرة من هذه المورثات حتى يتم اكتشاف الطفرة أو إجراء البحث في مريضٍ آخر وفي هذه الحالة يمكن تكرار التحليل مما يؤدي إلى تضييق نطاق المنطقة المراد البحث فيها.
الفروقات بين إجراءات تحديد المورثة الطافرة يكون في المرحلة الثانية (إي عندما يتم تحليل الحمض النووي وسلسلته لتحديد المناطق المتوقع وجود الطفرة بها)

### خسارة تغاير الألائل LOH
خسارة تغاير الألائل هي تقنية تستخدم فقط للمقارنة بين عينتين من نفس الشخص. تحليل خسارة تغاير الألائل غالباً يستخدم عند تحديد المورثة الورمية المسببة للسرطان في عينة واحدة تحتوي على الحمض النووي السرطاني (الطافر) وعينة (مضبوطة) تحوي الحمض النووي الخالي من الخلايا السرطانية لنفس الشخص. إن محددات «تعدد طول جزء الحصر» و«التكرارات المترادفة القصيرة» تزودنا بأنماط تعدد أشكال الحمض النووي والتي يمكن أن تفسر على أنها منطقة غير متجانسة أو متجانسة من الشريط الوراثي شريطة أن يكون جميع المفحوصين مصابين بنفس المرض مما ينتج عنه طفرة الحذف لنسخة واحدة من نفس المورثة.
كل الأفراد سيجون لديهم منطقة واحدة تكون فيها عينتهم المضبوطة غير متجانسة لكن عينتهم الطافرة ستكون متجانسة وهذه المنطقة ستحوي مورثة المرض.

### تقنيات ما بعد الفحص الوراثي
مع ظهور التقنيات المخبرية الحديثة مثل السلسلة عالية الإنتاجية والبرمجيات القادرة على تحليل كامل الشريط الوراثي أصبح الحصول على متتالية الحمض النووي أقل كلفةً واستهلاكاً للوقت مما يوفر فوائد علمية كبيرة عند إجراء تقنيات تحديد مورثة المرض الأكثر كفاءةً.

### تحديد الهوية برسم خريطة النسب
تحديد الهوية برسم خريطة النسب أو IBD تستخدم عادةً مصفوفات تعدد أشكال النوكليوتيدات المفردة "SNP” للكشف عن مواقع متعددات الأشكال المعروفة في الشريط الوراثي لجميع الأفراد المصابين وأخوتهم المصابين وغير المصابين.
في حين أن مناطق تعدد أشكال النوكليوتيدات المفردة قد لا تسبب المرض لكنهم يقدمون لنا معلومة قيمة عن تساؤلاتنا عن تركيب الحمض النووي. تعتبر أي منطقة من الشريط الوراثي متطابقة مع السلف إذا تشاركت نفس النمط الوراثي في موقع تعدد أشكال النوكليوتيد المفرد المعدي.
وعند مقارنة شخص مصاب بأخيه أو أخته يتم تسجيل كل المناطق المتطابقة (على سبيل المثال: المناطق الملونة بالأحمر فوق) وذلك بالأخذ بعين الاعتبار إلى أن الأشقاء المصابين وغير المصابين ليس لديهم نفس النمط الظاهري للمرض ويجب أن يكون الحمض النووي الخاص بهم بحكم تعريفه مختلفاً (باستثناء وجود مُعدِّل وراثي أو بيئي) لذلك مستقبلاً ستكون نتائج الهوية بخريطة النسب مدعومة بخاصية حذف المناطق حذف المناطق المتطابقة عند الأفراد المصابين وأشقائهم غير المصابين وسيكرر هذا لدى عائلات عدة معطينا بذلك جزءاً صغيراً غير متداخلاً ونظريا سيحوي مورثة المرض.

### رسم خرائط الاقترانية المتماثلة والاقترانية الذاتية
هي تقنية قوية جداً لكنها تستخدم فقط لعزل طفرة ضمن تعداد صغير ومغلق. وبمثل هذا التعداد الصغير الذي يتم تكوينه «بتأثير المؤسس» سيمون لدينا محال وراثي محدود ولذلك أي مرض وراثي سيكون غالباً نتيجة لوجود نسختين من الطفرة المعزولة ذاتها على نفس النمط الفرداني. وبما أن الأفراد المصابين يملكون غالباً ألائل متماثلة في هذه المناطق فإن البحث عن مناطق تعدد النوكليوتيدات المفردة سيكون علامة دالة على مناطق تماثل وتغاير الألائل.
المصفوفات الحديثة من تعدد النوكليوتيدات المفردة تستخدم لإستكشاف الشريط الوراثي وتحديد هوية مناطق كبيرة من تماثل الألائل. ثم يتم وضع قطع الألائل المتماثلة من الحموض النووية فوق بعضها ومنطقة التداخل ستحوي مورثة المرض. غالباً ما يتم التوسع أكثر في هذا التحليل بإجراء تحليل الاقترانية الذاتية وهو امتداد للاقترانية التماثلية في الحمض النووي للأفراد المصابة.
يمكن القيام بذلك عن طريق التخطيط لدرجة الارتباط الجيني LOD التراكمية جنباً إلى جنب مع قطع الألائل المتجانسة وذلك بالأخذ بعين الاعتبار ترددات تعدد الأليل لكل مناطق تعدد النوكليوتيدات المفردة عبر رسم الاقترانية الذاتية وعندها يمكن توكيد نتائج الاقترانية الذاتية.
علاوة على ذلك، في حال ظهور مناطق مشبوهة أثناء رسم خريطة الاقترانية المتماثلة والذاتية فإنه يمكن التفريق بينهما (على سبيل المثال إذا كانت النتيجة ظهور قطعة من الأليل المتماثل في كل منطقة غير منسجمة من الشريط الوراثي فإن درجة الارتباط الوراثي LOD ستكون منخفضة جداً.

### دراسات تداخل الحمض النووي الريبوزي في كل انحاء الحمض النووي
إن دراسات تداخل الحمض النووي الريبوزي هي مثال عن الوراثة العكسية والتي أصبحت متاحة عبر حصولنا على كامل متتاليات الشريط الوراثي وبظهور علم الوراثيات وتقنيات الكتم المورثي بالأخص ظهور الحمض النووي الريبوزي المتداخل الصغير وتقنيات هندسة خرائذ الحذف.
تشمل دراسات تداخل الحمض النووي الريبوزي في كل انحاء الشريط الوراثي المنهجي أو خذف المورثات أو شرائح من الشريط الوراثي وهذا غالبا يتم عند بدائيات النوى أو في بيئة زراعة الأنسجة بسبب العدد الهائل من تداخلات الحمض النووي الريبوزي التي يجب اجراؤها. وبعد أن تتم دراسة تتداخل الحمض النووي الريبوزي الممنهج (والتي غالباً ما يتم تأكيدها بتحليل التعبير الوراثي للحمض النووي الريبي الرسول) فإنه يمكن مشاهدة نتائج النمط الظاهري لهذا التداخل.
يمكن تحديد علامات مراقبة لإستهداف الأنماط الظاهرية النوعية الشديدة.
يتم بعد ذلك الإستعلام عن مجموعة البيانات الناتجة عن العينات التي تظهر أنماطا ظاهربة مطابقة للمرض المعني. المورثة التي يتم التداخل عليها في عينة ما يمكن اعتبارها كمورثة مرضية مرشحة عند الفرد.

### سلسلة الإكسوم كاملاً
سلسلة الإكسوم كاملاً هو نهج قسري ينطوي على استخدام تقنيات التسلسل الحديثة وأدوات سلسلة وتجميع الأجزاء المشفرة في الحمض النووي. يتم بعد ذلك مقارنة المتتالية مع مكتبة مرجعية الحمض النووي ويتم تدوين الاختلافات. وبعد تصفية كل متعددات الأشكال الحميدة والمتغيرات المشتركة وتغيرات الداخلة (التي لا تتأثر بمنطقة القطع) فقط سبيقى لدينا مسببات المرض المتنوعة. هذه التقنية يمكن اجراؤها مع تقنيات أخرى لاستبعاد المتغيرات المحتملة المسببة للأمراض.